# Taglio del T

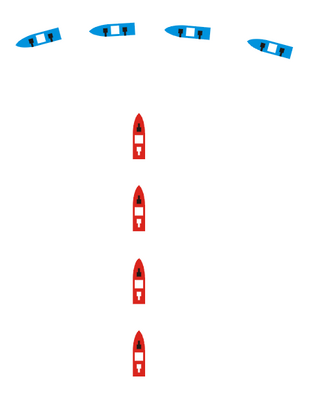
Nell'illustrazione, le navi blu tagliano la T delle navi rosse

Il taglio del T è una tattica della guerra navale in cui una linea di navi da guerra incrocia di fronte a una linea di navi del nemico come una "T", consentendogli di usare soltanto le armi di prora ma ricevendo fuoco da tutte le bordate laterali della flotta nemica. In questo modo si sfrutta al massimo il tiro dei propri cannoni riducendo al minimo le possibilità di difesa dell'avversario.

## Storia
Essa divenne possibile fra la fine del XIX secolo e l'inizio del XX a seguito dell'introduzione delle navi a motore che disponevano di pezzi di artiglieria rotanti su torrette e una capacità di manovra superiore alle navi a vela. Questa tattica perse di importanza quando prima gli aerei e poi anche i missili permisero di portare attacchi da lunga distanza.
Al principio del XIX secolo, e fino alla battaglia di Lissa, era la flotta che avanzava in linea verso la linea di fila avversaria a essere avvantaggiata, come dimostrò Nelson a Trafalgar, e gli ammiragli russi nelle loro guerre contro i turchi. Questo perché: 1) al tempo delle navi a vela queste erano avvantaggiate da avere sì i cannoni sui fianchi, ma questi erano poco brandeggiabili e non permettevano un tiro efficace contro la nave di testa dell'attaccante; 2) al tempo delle prime navi a vapore corazzate la scarsa efficacia del tiro da lontano rendeva lo speronamento una tattica vincente.

## Tattiche
Quando si dispongono alla battaglia, le navi assumono la formazione di linea di battaglia in cui i vascelli si incolonnano in fila indiana su una o più linee parallele. Questa disposizione fa sì che ogni nave abbia la possibilità di sparare su di un ampio angolo senza correre il rischio di colpire delle navi amiche. Ogni nave si oppone generalmente a un'altra dello schieramento nemico.
Incrociando la linea nemica con la tattica del taglio del T si ha la possibilità di sparare con le armi di prora e di poppa raddoppiando così la potenza del fuoco massimizzando le possibilità di arrivare a bersaglio. La manovra di attraversamento è anche meno pericolosa per chi la attua ed estremamente più grave per chi la subisce. Questa tattica fu studiata per grosse navi da battaglia pesantemente armate e blindate e venne usata con successo alterno anche da incrociatori pesanti.
Miglioramenti della tecnologia di costruzione delle armi e sistemi di controllo del puntamento e dello sparo hanno consentito di allungare la gittata dei cannoni da circa 5,4 km della battaglia di Tsushima del 1905 a oltre 18 km nella battaglia dello Jutland del 1916. La sostituzione della polvere nera con altro tipo di esplosivo a più lenta combustione, l'allungamento delle canne dei cannoni, l'allargamento del loro calibro consentirono di migliorare la potenza di fuoco allungando peraltro la durata degli armamenti. Con l'introduzione del radar nella seconda guerra mondiale fu possibile sparare da più lontano, più accuratamente e anche di notte.

## Le battaglie

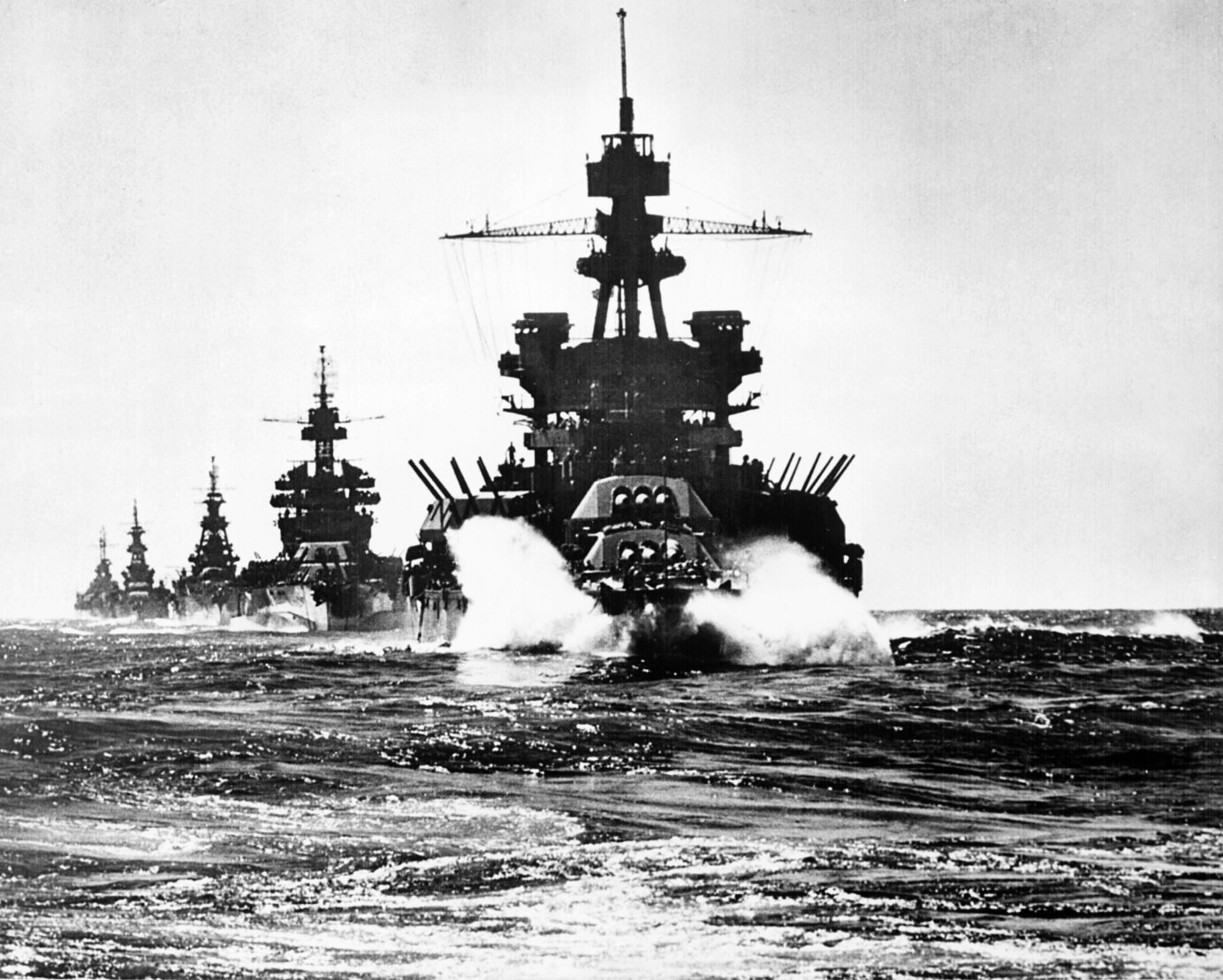
La Pennsylvania precede la Colorado, la Louisville, la Portland e la Columbia nel Golfo di Lingayen, Filippine, nel gennaio del 1945

Queste furono alcune delle battaglie in cui venne messa in atto la tattica del taglio del T:
- Battaglia di Tsushima (1905) — L'ammiraglio giapponese Tōgō Heihachirō usò le sue navi, sensibilmente più veloci, per attraversare la flotta russa al comando dell'ammiraglio Zinovij Petrovič Rožestvenskij ottenendo una decisiva vittoria per la marina giapponese.
- Battaglia di Elli — Il contrammiraglio Kountouriotis affrontò, con la nave greca Georgios Averof, a una velocità di 20 nodi, con taglio del T la flotta turca il 13 dicembre 1912. L'Averof concentrò tutto il suo fuoco contro la flotta ottomana costringendola a ritirarsi.
- Battaglia dello Jutland (1916) — L'ammiraglio John Jellicoe, comandante della Royal Navy, fu capace di tagliare a T, per ben due volte, la flotta tedesca ma il comandante tedesco riuscì, entrambe le volte a sfuggire, virando di bordo, a causa della scarsa visibilità. Anche se la flotta tedesca si trovò strategicamente impotente, gli inglesi tuttavia non furono capaci di replicare il successo di Trafalgar come avrebbero desiderato.
- Battaglia dello stretto di Danimarca (1941): L'HMS Hood e la Prince of Wales avevano come piano di effettuare il taglio del T sulla Bismark e la Prinz Eugen, ma nella notte persero il contatto con il nemico e, il mattino dopo furono sorpresi nel taglio del T dai tedeschi. Fu la prima battaglia tra corazzate della seconda guerra mondiale in cui capitò il taglio del T. Fu anche la prima volta che questa tattica riuscì all'Asse.
- Battaglia di Capo Speranza (1942) - Prima vittoria navale notturna degli Stati Uniti sui giapponesi, in cui una forza statunitense di incrociatori e cacciatorpediniere comandata da Norman Scott attraversò il T di una forza di incrociatore-cacciatorpediniere sotto Aritomo Goto. La flotta di Goto stava avvicinandosi a Guadalcanal l'11 ottobre 1942 per bombardare il Campo di Henderson in appoggio a una missione di rinforzamento (Tokyo Express) quando fu sorpreso e sconfitto dalla forza di Scott in una battaglia notturna.
- Battaglia dello Stretto di Surigao (1944) - L'ultima volta in cui una linea di battaglia attraversò il T, durante la battaglia del golfo di Leyte, nella Filippine, durante la seconda guerra mondiale. Il 25 ottobre 1944, il contrammiraglio Jesse B. Oldendorf stava proteggendo l'ingresso meridionale al golfo di Leyte alla fine settentrionale dello stretto di Surigao. Lui comandò una linea di sei navi da guerra (West Virginia, Tennessee, California, Maryland, Pennsylvania, e Mississippi), affiancata da numerosi incrociatori pesanti e leggeri. Una più piccola forza giapponese comandata dal viceammiraglio Shoji Nishimura raggiunse lo stretto, e pur consapevole della forza formidabile della forza americana la ingaggiò. Metà della flotta di Nishimura fu affondata dai siluri dei cacciatorpediniere americane, ma l'ammiraglio giapponese continuò con le navi rimanenti. Le sei corazzate di Oldendorf erano ordinate in una linea con il taglio di T rispetto alla forza restante di Nishimura, e poterono così scagliare tutta la loro potenza di fuoco, precisamente diretta dai radar, sulle navi giapponesi il cui fuoco di risposta fu invece inefficace a causa della mancanza di controllo radar, della posizione sfavorevole e dai danni già riportati nella battaglia. Nishimura perì affondando con la sua nave. Questa fu l'ultima volta in cui il 'T' fu tagliato in uno scontro tra navi da guerra, e fu anche l'ultima occasione nella storia navale in cui navi da battaglia si scontrarono.